# Adelophryne gutturosa
Adelophryne gutturosa és una espècie d'amfibi que viu al Brasil, la Guaiana Francesa, Guaiana, Surinam i Veneçuela.